# Condado de Lee (Kentucky)
El condado de Lee (en inglés: Lee County), fundado en 1870, es uno de 120 condados del estado estadounidense de Kentucky. En el año 2000, el condado tenía una población de 7,916 habitantes y una densidad poblacional de 15 personas por km². La sede del condado es Beattyville.

## Geografía
Según la Oficina del Censo, el condado tiene un área total de 546 km² (210,8 mi²), de la cual 544 km² (210 mi²) es tierra y 3 km² (1,2 mi²) (0.64%) es agua.

### Condados adyacentes
- Condado de Powell (norte)
- Condado de Wolfe (noreste)
- Condado de Breathitt (sureste)
- Condado de Owsley (sur)
- Condado de Jackson (suroeste)
- Condado de Estill (noroeste)

## Demografía
Según la Oficina del Censo en 2000, los ingresos medios por hogar en el condado eran de $18,544, y los ingresos medios por familia eran $24,918. Los hombres tenían unos ingresos medios de $25,930 frente a los $19,038 para las mujeres. La renta per cápita para el condado era de $13,325. Alrededor del 30.40% de la población estaban por debajo del umbral de pobreza.

## Localidades
| - Airedale - Athol - Belle Point - Canyon Falls - Congleton - Cressmont - Delvinta - Earnestville - Enoch - Evelyn - Fillmore | - Fincastle - Fixer - Greeley - Heidelberg - Idamay - Leeco - Lower Buffalo - Maloney - Monica - Mount Olive - Old Landing | - Primrose - Proctor - Saint Helens - Standing Rock - Tallega - White Ash - Williba - Willow - Yellow Rock - Zacharia - Zoe |